# 吳曉蕙命案
吳曉蕙命案是于民国八十三年（1994年）發生在臺北市內湖區新湖國小了一起震驚社會的罪案。女教師吳曉蕙在學校地下停車場被發現遭到性侵和謀殺。此案因受害者的父親吳振吉是臺北市政府警察局中正第一分局副局長而引起廣泛關注。儘管警方進行了廣泛的調查，但案件多年來一直未能解決，最終在8年後破案。

## 過程
1994年10月15日，任職於台北市新湖國小文書組長兼科任老師吳曉蕙，在學校舉行的園遊會結束後，前往地下停車場洗車時遭遇悲劇。她的同事發現了一輛發動的白色汽車，車旁散落著洗車用具和衣物。令人震驚的是，車內發現了吳曉蕙的遺體，其臉部被厚厚的泥土覆蓋。

### 犯罪過程
15歲黃啟峰和11歲王鈺銓的犯罪動機源於對性的好奇。他們在觀看成人影片後，對性產生好奇，看到獨自洗車的吳曉蕙產生了不當的念頭。便摀住她的嘴巴、勒住脖子導致無法掙扎陷入昏迷，由於他們年紀尚輕，不了解如何實施性侵，因此選擇了其他方式對吳曉蕙進行猥褻。在誤以為吳曉蕙已經死亡後，他們出於恐懼，用泥土覆蓋她的臉部，導致吳曉蕙最終被泥土活活悶死。二人犯後將吳曉蕙拉上她的小轎車，打算駕車離開現場，惟因不熟悉手排車操作，且無法順利開啟鐵捲門，最終棄車逃逸。

### 結果
案件發生後，由於當時對於保護犯罪現場的意識不強，導致現場被破壞，增加了案件的複雜性。初步調查未能找到犯罪嫌疑人，直到8年後，警方通過重新檢查未解決案件的證據，終於找到了與案件相關的指紋。主嫌黃啟峰及其11歲的朋友王鈺銓被確定為兇手。主嫌黃啟峰涉及重大刑事案件，然依法律規定，其不符合判處死刑或無期徒刑之條件，最終經法院判處16年有期徒刑。至於王嫌，因案發時年僅11歲，依法不負刑事責任，且現已成年，亦無須接受保護管束。黃啟峰在2020年底，誘拐未成年進行性交易，於2021年底被判刑3個月；同時評估他性再犯機率高，裁定送強制治療。

### 社會影響
此案件震驚了社會，並引起了對校園安全和犯罪現場保護意識的重視。此外，案件也凸顯了青少年犯罪的嚴重性和對性教育的需求。黃啟峰的父親在案件曝光後，因無法承受社會壓力而試圖自殺，雖然最終被救活，但仍面臨嚴重的身心創傷和賠償問題。